# Franco Scianca

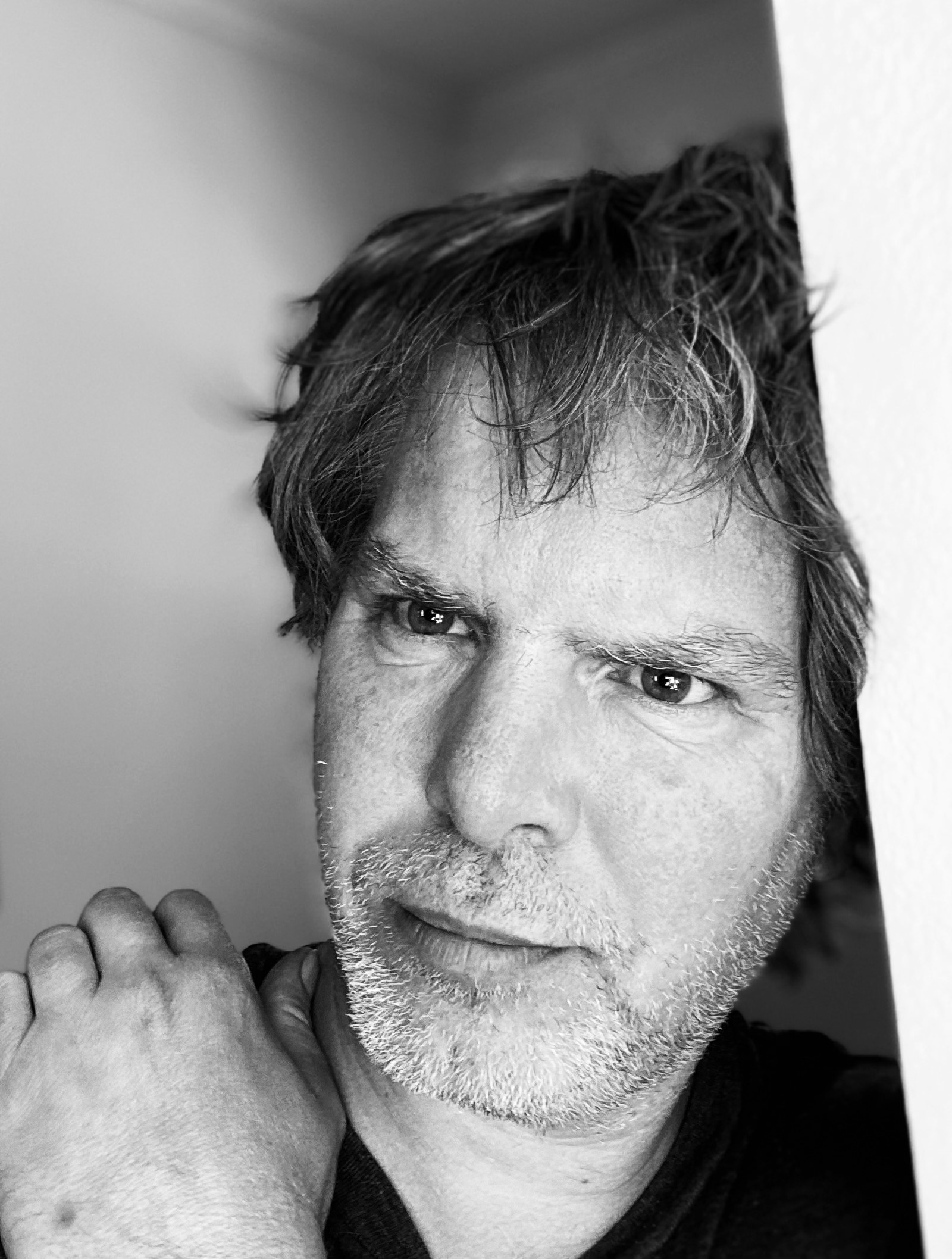
Escritor chileno Franco Scianca

Francisco Scianca Missana (Santiago, 22 de octubre de 1977) es un periodista, guionista, editor, documentalista y escritor chileno.

## Carrera
Entre otras ocupaciones, trabajó como reportero deportivo en MEGA, como subeditor de contenidos en las radios Play y Sonar, y como jefe de la sección audiovisual en la SECOM de La Moneda.
En junio de 2014, después de participar en los talleres literarios de Marco Antonio de La Parra y de Jaime Collyer, y de ganar diversos concursos, publicó su primer libro de cuentos (“Jauría”), conjunto de relatos que tiene como eje central a los perros y que tuvo positiva recepción de la crítica, incluida la del conductor Alfredo Lewín, quien calificó la obra de “emocionante".
En enero de 2019 publicó “Quiebres”, su segundo libro de cuentos que indaga sobre las rupturas amorosas y que fue elogiado por diversos críticos como José Promis, quien alabó en Artes y Letras de El Mercurio la “agilidad del lenguaje” y “la sencillez estructural de los relatos”. 
También sobre “Quiebres”, el periodista Ezio Mosciatti señaló en radio Bío Bío que se trata de “un libro que atrapa, que hace cuestionarse sobre la vida y su sentido, sobre los afectos y la capacidad de sostenerlos”. Y agregó: “Franco Scianca escribe casi como un investigador, acentuando así realidades y circunstancias que aplastan, que superan a los personajes, que no les dejan escapatorias”.
El periodista y crítico de cine y de literatura, Héctor Soto, destacó sobre “Quiebres” “el pulso narrativo y el dominio de los diálogos”. Dijo que es un conjunto de cuentos en los cuales se respira “el nuevo Chile en términos emocionales”. 
En julio del mismo año es reclutado por la editorial Catalonia para publicar su primera novela: “Campo de deportes 402”, un libro en clave de auto-ficción, en el cual el protagonista habla sobre su infancia en los duros años de la Dictadura. La crítica Patricia Espinosa elogió el libro y destacó la construcción del personaje principal, que según ella “resulta extrañamente perturbador”.
En 2022 lanza su documental "Soy alcohólico", disponible en ondamedia.cl.   
En mayo de 2023 publica con Editorial Forja, “Siendo francos. Crónica del suicidio de mi mejor amigo”, un crudo e intenso y esperazandor relato que deja al descubierto las emociones en torno a un suicidio, un hecho real que conmovió al escritor por tratarse de su mejor amigo.

## Libros
- "Jauría Archivado el 17 de noviembre de 2015 en Wayback Machine." (2014) Mago Editores
- "Quiebres (enlace roto disponible en Internet Archive; véase el historial, la primera versión y la última)." (2019) Ediciones Contramaestre.
- "Campo de Deportes" (2019) Editorial Catalonia.
- "Siendo Francos" (2023) Editorial Forja

## Documentales
- "Soy Alcohólico" (2022, disponible en www.ondamedia.cl).

## Premios
- Octubre de 2019: Ganador del Fondo de Cultura “Escrituras de la memoria” con su novela inédita “Siendo Francos”.
- Enero de 2019: Primer lugar en el concurso de cuentos “Teresa Hamel”, organizado por la SECH (Sociedad de Escritores de Chile).
- Junio de 2018: Seleccionado entre los diez mejores micro-relatos de “Santiago en 100 palabras”. Llegaron más de 65 mil cuentos.
- Enero de 2016: Ganador del Fondo Nacional de Fomento del Libro y la Lectura, en la línea creación con su libro “Quiebres”.
- Noviembre 2015: Ganador del concurso organizado por Tur Bus (“Cuenta Kilómetros”).
- Junio de 2014: Segundo lugar en el concurso de cuentos “Nicomedes Guzmán”, organizado por la SECH (Sociedad de Escritores de Chile).
- Diciembre de 2013: Mención Honrosa en el concurso “Juegos Literarios Gabriela Mistral”, organizado por la Municipalidad de Santiago.
- Noviembre de 2013: Seleccionado entre los 10 finalistas de “Consucuento”, concurso organizado por el SERNAC, al cual llegaron más de 9 mil relatos.
- Julio de 2012: Primer lugar en el concurso literario “Hospital del Salvador”
- Junio de 2009: Seleccionado entre los cinco mejores cuentos para conmemorar el centenario del Museo de Bellas Artes (concurso “Relatos de Colección”).